# 王立科
王立科（1964年12月2日—），男，满族，山东蓬莱人，中华人民共和国政治人物。中共中央党校大学学历，工商管理硕士学位。曾任中共江苏省委常委、政法委书记，江苏省公安厅厅长、党委书记。

## 生平
1980年12月参加工作。1984年12月加入中国共产党。1982年之后长期在辽宁省公安系统工作，从辽宁省北镇县广宁乡派出所基层民警干起，历任北镇县广宁乡派出所副所长，北镇县公安局交警队科员、副教导员、教导员，北镇县公安局副局长，北宁市公安局政委、党组副书记，北宁市公安局局长、党组书记，锦州市公安局副局长，葫芦岛市人民政府副市长、市公安局局长，辽宁省公安厅副厅长，大连市公安局副局长、局长，大连市人民政府副市长、市公安局局长，辽宁省公安厅副厅长、党委副书记等职。2011年11月16日，时任公安部副部长刘金国在大连授予王立科全国公安系统一级英雄模范荣誉称号，以表彰其在大连“7·16”、“8·29”等特大火灾扑救等事件处置中的出色表现。
2013年3月，调任江苏省公安厅厅长；次月，任江苏省人民政府省长助理兼省公安厅厅长、党委书记，同年12月被任命为江苏省人民政府副省长。2015年11月，升任中共江苏省委常委，次月兼任省委政法委书记。2015年12月，辞去江苏省副省长职务。2018年2月24日，当选为第十三届全国人大代表。

### 落马
2020年10月24日，涉嫌严重违纪违法，主动投案，接受中央纪委国家监委纪律审查和监察调查。2021年9月22日被开除党籍和公职，收缴违纪违法所得，同年10月12日以涉嫌受贿、行贿被移送检察机关审查起诉，所涉财物一并移送。中央纪委国家监委在其双开通报中用到了“从未真正树立理想信念，从未对党忠诚老实”、“长期安排多名公职、现役人员为其及家人提供服务”的罕见表述，且并未提及其投案自首的行为。王立科的前妻夏娟（辽宁警察学院原党委书记）、女儿、二哥王立维（曾任锦州市副市长、锦州市政协副主席）也随之落马。
2021年11月18日，全国政法队伍教育整顿中央第一督导组（组长耿惠昌，副组长邓卫平）向辽宁省反馈督导意见。耿惠昌作反馈发言，辽宁省委书记张国清主持会议并作表态讲话。中央督导组要求对孙力军、王立科的案件“彻底清理不留后患”。
2021年12月29日，王立科涉嫌受贿、行贿、包庇纵容黑社会性质组织、伪造身份证件案，由国家监察委员会、吉林省长春市公安局分别调查、侦查终结，经最高人民检察院指定，由吉林省长春市人民检察院审查起诉，长春市人民检察院已向长春市中级人民法院提起公诉。吉林省检察机关起诉的罪名比逮捕时增加了两项，王立科因此成为中共十八大以来首个被控包庇纵容黑社会性质组织罪和伪造身份证件罪的省部级落马官员。

### 宣判
2022年9月22日，吉林省长春市中级人民法院一审公开宣判王立科受贿、行贿、包庇、纵容黑社会性质组织、伪造身份证件一案，被告人王立科直接或夥同其特定關係人非法收受他人給予的財物共計折合人民幣4.4億餘元，被以受贿罪判处死刑，缓期二年执行，剥夺政治权利终身，并处没收个人全部财产，在其死刑缓期执行二年期满依法减为无期徒刑后，终身监禁，不得减刑、假释；以行贿罪判处无期徒刑，剥夺政治权利终身，并处没收个人全部财产；以包庇、纵容黑社会性质组织罪判处有期徒刑十五年；以伪造身份证件罪判处有期徒刑六年，并处罚金人民币一万元，决定执行死刑，缓期二年执行，剥夺政治权利终身，并处没收个人全部财产，在其死刑缓期执行二年期满减为无期徒刑后，终身监禁，不得减刑、假释；对王立科受贿犯罪所得及利息予以追缴，上缴国库。

## 人物关系
哥哥：王立维
前妻：夏娟

## 相关事件
2021年9月22日，即王立科被双开当天，中央军委后勤保障部金盾影视中心主任、电视剧《人民的名义》（很多场景在南京拍摄）总监制李学政（剧中大风厂工人王文革的扮演者）发文称，王立科并没有看过剧本，所以该剧拍摄时并未插手，但在看到该剧的头几集后大发雷霆，想让该剧停播，还曾下令删除所有涉及江苏政法部门的“鸣谢”单位，严厉批评有关部门对拍摄工作的支持，强烈反映该剧的“危害性”，称该剧“影响政法队伍形象”，甚至会“影响党的形象”，向有关领导反应却遭到驳回，同时向片方施压，施压未果后便通过媒体造谣，不让该剧重播和拿奖。李学政认为，高育良、祁同伟就是王立科在剧中的缩影，他看到这部剧是一定会慌的。
2022年1月中国中央电视台专题片《零容忍》披露了王立科仕途的若干细节。王立科的父亲是当地首富，他一门心思想让三个儿子当官。通过父亲的关系，王立科于1982年进入公安系统，随后在父亲的活动下一直升到锦州市公安局副局长。之后，他先是靠攀附时任辽宁省公安厅厅长李文喜，被提拔为辽宁省公安厅副厅长、大连市公安局局长；之后在一次公务中，又认识了当时在公安部担任办公厅副主任的孙力军。在孙力军的运作下，王立科一路升迁至江苏省委常委、政法委书记。王立科用在小海鲜盒里装美元现金的方式，分多次向孙力军行贿折合人民币9000余万元。
在担任北镇县公安局分管治安的副局长期间，王立科与当地黑恶势力头目娄河形成勾结关系，帮助后者打压其他黑恶势力，在北镇快速做大，犯下很多罪行。2008年，已经担任辽宁省公安厅副厅长的王立科担心仕途受阻，精心安排娄河“投案自首”，实为帮他“洗白”。娄河“自首”后，王立科命北镇公安机关从轻发落，娄河以房地产商的身份重新出现，但仍然非法垄断北镇一带采砂、旅游、物流等多个行业，以商养黑，以黑护商。